# Pòstum Comini Aurunc
Pòstum Comini Aurunc (en llatí Postumus Cominius Auruncus) va ser un magistrat romà del segle vi aC. Segurament formava part de la gens Postúmia, perquè segons Valeri Màxim els Fasti, que donen aquest nom, confonien de vegades els agnomen amb els praenomen i els cognomen.
Va ser elegit cònsol de Roma l'any 501 aC quan per primera vegada es va establir la figura del dictador degut a l'aliança dels estats llatins contra Roma. Sembla que hauria dedicat el temple de Saturn l'any 497 aC segons que va ordenar un decret del senat. Aurunc va ser altra vegada cònsol l'any 493 aC quan els plebeus s'havien revoltat i havien ocupat l'Aventí. Va fer la guerra contra els volscs i els va ocupar diverses ciutats. En aquesta campanya Gai Marci es va distingir en la lluita a la ciutat de Corioli i va rebre el sobrenom de Coriolà. Justament més tard Pòstum, segurament perquè l'havia tingut a les seves ordres, va ser ambaixador romà davant Coriolà quan aquest amenaçava Roma.